# Дорошко Микола Савович
Мико́ла Са́вович Доро́шко (нар. 9 жовтня 1962, Цвітне, Кіровоградська область, УРСР) — український історик, доктор історичних наук.

## Життєпис
Народився 9 жовтня 1962 року в селі Цвітне Олександрівського району Кіровоградської області. Має сестру Лідію.
Здобув вищу освіту на історичному факультеті Київського державного університету імені Тараса Шевченка, де навчався впродовж 1979—1984 років. У 1984—1986 роках проходив військову службу в Збройних силах СРСР.
У 1986—1988 роках працював асистентом кафедри історії КПРС Кіровоградського педагогічного інституту. У 1988—1991 роках був аспірантом кафедри політичної історії Київського державного університету. 1990 року написав та захистив дисертацію на здобуття ступеня кандидата історичних наук під назвою «Формування керівних господарських кадрів промисловості в Українській РСР (1926—1932 рр.)» (науковий керівник — Віктор Колесник). У 1991—1998 роках — науковий співробітник Інституту історії України Національної академії наук України. У 1998—2001 роках працював помічником-консультантом народного депутата Верховної Ради України.
З 2001 року працює завідувачем кафедри міжнародного регіонознавства Інституту міжнародних відносин КНУ. 2004 року захистив дисертацію на здобуття ступеня доктора історичних наук під назвою «Партійно-радянська номенклатура УРСР у 1920–1930-ті рр.».

## Основні праці
До сфери наукових інтересів Миколи Дорошка входять історія Радянської України 1920-1930-х років та історія української дипломатії.
Микола Дорошко є автором наукових статей, монографій, навчальних посібників.
Дисертації
- Дорошко, Микола (1990). Формування керівних господарських кадрів промисловості в Українській РСР (1926–1932 рр.) (дис. … канд. іст. наук). Київ.
- Дорошко, Микола (2004). Партійно-радянська номенклатура УРСР у 1920–1930-ті рр (дис. … докт. іст. наук). Київ.

Монографії
- Дорошко М. С. Компартійно-державна номенклатура УСРР у 20–30-ті роки ХХ століття: соціоісторичний аналіз. К., 2004.
- Дорошко М. Номенклатура: керівна верхівка Радянської України (1917—1938 р.): Монографія / М. Дорошко, 2008. — 368 с.
- Дорошко М. Геноцидні війни Леніна-Сталіна-Путіна в Україні. 2023.

Статті
- Георгій Лапчинський: від професійного революціонера до націонал-ухильника // Київська старовина. — 2003. — № 4.
- Компартійно-державна номенклатура в Україні у 1920-х рр.: механізм формування, кількісний та якісний склад // Проблеми історії України: факти, судження, пошуки. — К., 2003. — Вип. 8.
- Формування в Україні більшовицько-партійно-державної номенклатури в 20-ті роки // УІЖ. — 1993. — № 9.

Посібники
- Дорошко М. С. Геополітичне середовище та геополітична орієнтація країн СНД: навч. посіб. / М. С. Дорошко, Н. В. Шпакова; Міністерство освіти і науки України, Інститут міжнародних відносин Київського національного університету імені Тараса Шевченка. — Київ: Центр учбової літератури, 2011. — 204 c.
- Дорошко М. С. Країнознавство. Країни СНД і Балтії: Навч. посіб. / М. С. Дорошко, 2008. — 308 с.

Автор статей Енциклопедії історії України та Великої української енциклопедії.